# Peter Lieb
Pour les articles homonymes, voir Lieb.
Peter Lieb (né en 1974 en Allemagne de l'Ouest) est un historien militaire spécialisé dans l'histoire de l'Allemagne nazie et la Seconde Guerre mondiale. Il a occupé des postes à l'Institut d'histoire contemporaine, à l'Académie royale militaire de Sandhurst et au service historique des Armées allemandes (de) (ZMSBw),.